# Grewia insularis
Grewia insularis là một loài thực vật có hoa trong họ Cẩm quỳ. Loài này được Ridl. mô tả khoa học đầu tiên năm 1906.